# Tycherus improcerus
Tycherus improcerus är en stekelart som beskrevs av Ranin 1983. Tycherus improcerus ingår i släktet Tycherus och familjen brokparasitsteklar. Inga underarter finns listade i Catalogue of Life.